# رثمية
الرثمية (الاسم العلمي: Rhytismataceae)، فصيلة فطور مجهرية من رتبة الرثميات. تحتوي على 55 جنسًا و728 نوعًا.